# Benasque
Benasque (Benás em aragonês) é um município da Espanha na província de Huesca, comunidade autónoma de Aragão, de área 233,17 km² com população de 2080 habitantes (2007) e densidade populacional de 8,92 hab./km².
O clima é Benasque alta montanha, com verões frescos e invernos frios com temperaturas congelantes e neve frequentes. Sua temperatura média anual é de 9,4 graus (em 1138 metros), uma área geralmente frio.

## Demografia
| Variação demográfica do município entre 1991 e 2004 | Variação demográfica do município entre 1991 e 2004 | Variação demográfica do município entre 1991 e 2004 | Variação demográfica do município entre 1991 e 2004 |
| --------------------------------------------------- | --------------------------------------------------- | --------------------------------------------------- | --------------------------------------------------- |
| 1991                                                | 1996                                                | 2001                                                | 2004                                                |
| 1081                                                | 1219                                                | 1489                                                | 2025                                                |